# Demokratische Sozialisten Amerikas
Die Democratic Socialists of America (DSA, deutsch Demokratische Sozialisten Amerikas) sind eine sozialdemokratische bis linkssozialistische Organisation in den Vereinigten Staaten. Derzeitige Vorsitzende sind Megan Romer und Ashik Siddique. Die Jugendorganisation der DSA sind die Young Democratic Socialists.

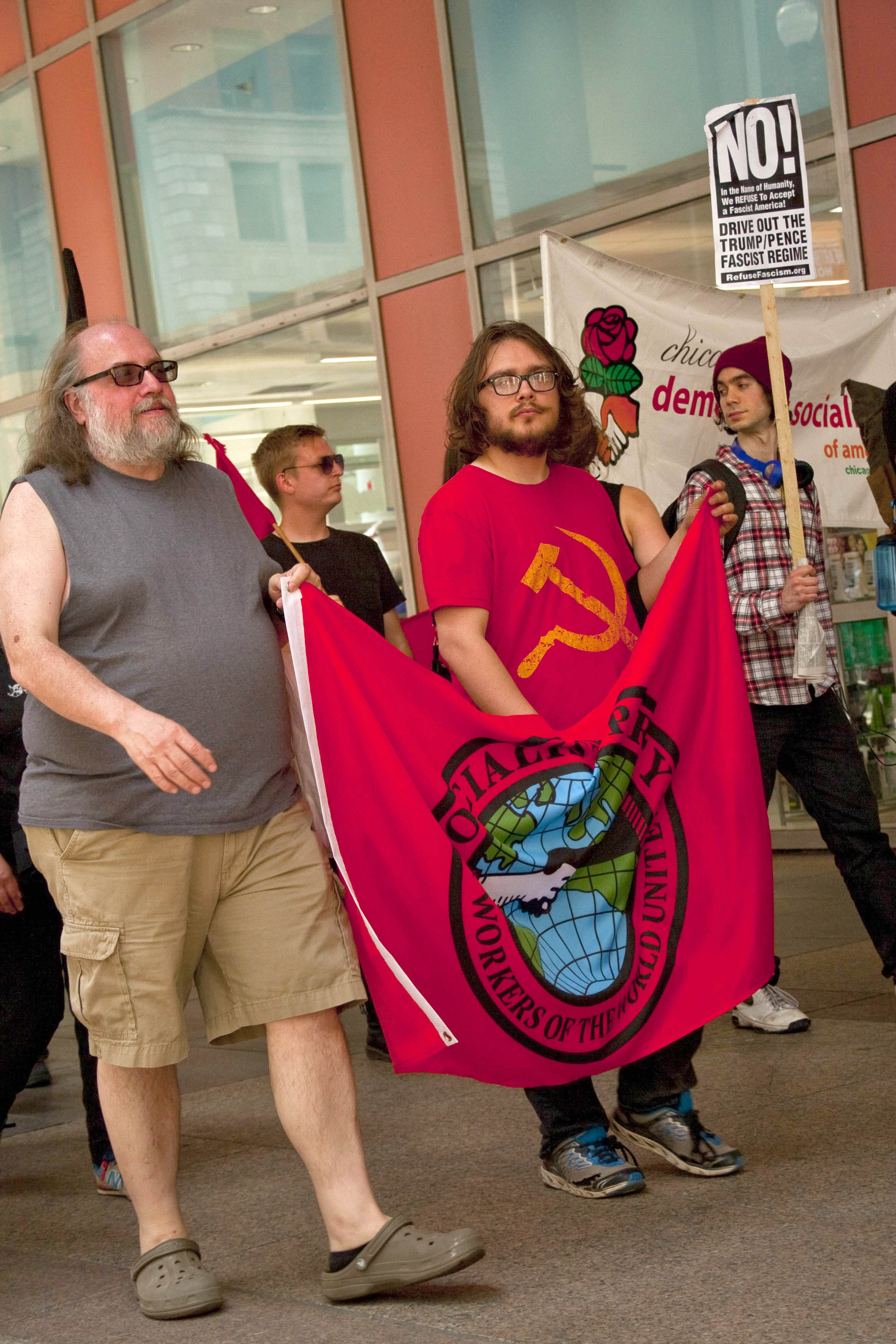
Flagge in Chicago

## Geschichte
In der Socialist Party of America (SPA) gab es in den 1960er- bis 1970er-Jahren starke ideologische Streitigkeiten. Die post-trotzkistische Gruppe um Max Shachtman, die den Vietnamkrieg sowie den demokratischen Präsidentschaftskandidaten Henry M. Jackson unterstützte, gewann dabei die Oberhand. Sie benannte die Partei 1973 in Social Democrats USA („Sozialdemokraten Vereinigte Staaten von Amerika“/SDUSA) um.

### Das Demokratisch-Sozialistische Organisationskomitee
in der Folge spalteten sich zwei Gruppen ab: die Socialist Party USA (SPUSA) und das Democratic Socialist Organizing Committee („Demokratisch-Sozialistisches Organisations-Komitee“/DSOC). Mitgründer des DSOC waren Michael Harrington, Irving Howe und Bogdan Denitch. Sie verstanden sich als eine sozialistische Interessengemeinschaft innerhalb der Demokratischen Partei und stellten einige Kongressabgeordnete wie Ron Dellums sowie einige Gewerkschaftsführer wie den Vorsitzenden der Maschinenbauergewerkschaft, William W. Winpisinger. Dem DSOC gehörten Anfang der 1980er Jahre etwa 5.000 Mitglieder an.

### Die Neue Amerikanische Bewegung
1971 wurde die New American Movement („Neue Amerikanische Bewegung“) gegründet, eine aus Intellektuellen der neuen und traditionellen Linken bestehende Oppositionsgruppe. Sie vertrat pazifistische, neoleninistische und kommunistische Thesen, lehnte jedoch einen Führungsanspruch für die Arbeiterklasse ab. Zu Beginn der 1980er Jahre wandelte sich die Neue Amerikanische Bewegung langsam zu einer demokratisch-sozialistischen Gruppe hin. Ihr gehörten rund 1.000 Mitglieder an.

### Die Fusion
Im Jahr 1982 fusionierte das Demokratisch-Sozialistische Organisations-Komitee mit der Neuen Amerikanischen Bewegung zur Partei der Democratic Socialists of America. Als Vorsitzende wählte die neue Partei die Doppelspitze Michael Harrington und Barbara Ehrenreich.

### Entwicklung seit 2016
Maria Svart ist die Vorsitzende (National Director), sie hat dieses Amt seit 2011 inne. Die auf 35.000 Mitglieder angewachsene DSA ist derzeit (seit Mitte 2017) die größte sozialistische Organisation in den USA. Offiziell ist sie keine Partei und sie ist nicht im Bundeswahlregister eingetragen.
Mitte 2019 waren rund 55.000 Menschen Mitglied der DSA. In mehr als 200 Orten in den USA gibt es Ortsvereine. Hinzu kommen 80 Ortsgruppen der Youth DSA. In Stadt- und Staatsparlamenten sind landesweit 94 Mitglieder der DSA vertreten. Anfang November 2020 lag die Mitgliederzahl bei mehr als 80.000.

## Politik heute
Die Demokratischen Sozialisten Amerikas vertreten eine sozialistische Politik. Sie lehnen die kapitalistische Wirtschaftsordnung ab und treten für eine demokratisch organisierte Wirtschafts- und Gesellschaftsordnung ein. Sie plädieren für soziales Eigentum und einen starken öffentlichen Bildungs- und Gesundheitssektor. Sie sind eng mit zahlreichen Gewerkschaften, Bürger- und Frauenrechtsorganisationen verbunden.
Die Demokratischen Sozialisten Amerikas übten gleichzeitig lange Zeit innerhalb der Demokratischen Partei Druck auf die Politik aus. Sie standen dabei in Opposition zu Bill Clintons Politik. 2000 sprachen sie sich für keinen Kandidaten aus, viele DSA-Mitglieder favorisierten jedoch den Grünen Ralph Nader. 2004 unterstützten die DSA jedoch wieder den demokratischen Präsidentschaftskandidaten John Kerry. 2008 begleiteten die DSA den Wahlkampf von Barack Obama kritisch-solidarisch. Im Vorwahlkampf 2016 unterstützten sie Bernie Sanders.

### Zweck der Organisation
Nach der Verfassung („Constitution“) der DSA dient die Organisation dem Zweck, eine konkrete Strategie zu entwickeln, um eine soziale Ordnung basierend auf der allgemeinen Kontrolle von Ressourcen und Produktion, wirtschaftlicher Planung, gerechter Verteilung, Feminismus, rassischer Gleichheit und nicht-unterdrückerischen Beziehungen zu verwirklichen. Eine solche Strategie müsse dabei anerkennen, dass die amerikanische Gesellschaft in Klassen strukturiert sei und dass dies mit sich bringe, dass es einen grundlegenden Interessenkonflikt („basic conflict of interest“) zwischen dem gesellschaftlichen Bereich mit enormer wirtschaftlicher Macht einerseits und der breiten Bevölkerungsmehrheit auf der anderen Seite gebe.

### Internationale Beziehungen
Die DSA waren von 1982 bis 2017 die amerikanische Organisation in der Sozialistischen Internationale, einem internationalen Zusammenschluss sozialistischer und sozialdemokratischer Parteien. Im August 2017 beschloss ein Kongress der DSA den Austritt aus der Sozialistischen Internationale wegen deren als „neoliberal“ betrachteter Politik.
Gegenwärtig sind die DSA Mitglied der Progressiven Internationalen.
Die Young Democratic Socialists sind Mitglied in der Sozialistischen Jugendinternationale IUSY.